# La Ferté-Imbault
La Ferté-Imbault är en kommun i departementet Loir-et-Cher i regionen Centre-Val de Loire i de centrala delarna av Frankrike. Kommunen ligger i kantonen Salbris som tillhör arrondissementet Romorantin-Lanthenay. År 2022 hade La Ferté-Imbault 951 invånare.

## Befolkningsutveckling
Antalet invånare i kommunen La Ferté-Imbault
| Referens: INSEE |